# Batalla de Álamos (1865)
La Batalla de Álamos tuvo lugar el 24 de septiembre de 1865, en la ciudad de Álamos, en el estado de Sonora durante la Segunda Intervención Francesa en México. 
El general Antonio Rosales, fue solicitado por las autoridades de Álamos, debido a que 300 franceses, habían desembarcado y estaban reclutando a los indígenas nativos de la región a sublevarse en contra del Gobierno de Juárez, por lo que Don Antonio partió de Sinaloa el 2 de agosto al mando de 500 efectivos dispuesto a defender la plaza.
Las noticias del número de enemigos lograron que la moral de las tropas decayera, provocando un gran número de desertores, para el 23 de septiembre el general Antonio Rosales tomó los cuarteles de la ciudad con un número muy reducido de soldados, murió defendiendo la plaza la cual fue atacada por alrededor de 2,000 milicianos entre yaquis, coras y mayos, liderados por Refugio Tánori y José María Tranquilino Almada. 